# Acústico en Teatro Ópera
Acústico en el Teatro Opera es el tercer álbum en vivo y el primer acústico de la banda argentina, Attaque 77, registrado en el Teatro Opera Citi en noviembre de 2011. Las canciones están reversionadas en formato acústico. Es el segundo disco de la banda en editarse en CD/DVD. Salió en octubre de 2012. Este show cuenta con la participación de 14 músicos en escena, entre ellos Andrea Álvarez, Alejandro Flores y Lucas Ninci. 

## Canciones
DVD
1. El ciruja (Attaque 77 con Lucas Ninci, Andrea Álvarez, Alejandro Flores y cuarteto de cuerdas)
2. Vacaciones permanentes (Attaque 77 con Lucas Ninci, Andrea Álvarez, Alejandro Flores y cuarteto de cuerdas)
3. Ojos de perro (Attaque 77 con Lucas Ninci, Andrea Álvarez, Alejandro Flores y cuarteto de cuerdas)
4. ¿Cuál es el precio? (Attaque 77 con Lucas Ninci, Andrea Álvarez, Alejandro Flores y cuarteto de cuerdas)
5. Sueños (Attaque 77 con Lucas Ninci, Andrea Álvarez y Alejandro Flores)
6. Western (Attaque 77 con Gillespi, Lucas Ninci, Andrea Álvarez y Alejandro Flores)
7. El cielo puede esperar (Attaque 77 con Emiliano Puñales, Lucas Ninci, Andrea Álvarez y Alejandro Flores)
8. Chance (Attaque 77 con Lucas Ninci, Andrea Álvarez, Alejandro Flores y cuarteto de cuerdas)
9. Luz (Attaque 77 con Lucas Ninci, Andrea Álvarez, Alejandro Flores y cuarteto de cuerdas)
10. Plaza de perros (Attaque 77 con Lucas Ninci, Andrea Álvarez, Alejandro Flores y cuarteto de cuerdas)
11. El gran chaparral (Mariano Martínez)
12. Estallar (Mariano Martínez y Luciano Scaglione)
13. Tres pájaros negros (Attaque 77 con Lucas Ninci)
14. Alza tu voz (Attaque 77 con Andrea Álvarez, Lucas Ninci y Gillespi)
15. Buenos Aires en llamas (Attaque 77 con Lucas Ninci, Andrea Álvarez y Alejandro Flores)
16. Beatle (Attaque 77 con Lucas Ninci, Andrea Álvarez y Alejandro Flores)
17. Espadas y serpientes (Attaque 77 con Lucas Ninci, Andrea Álvarez, Alejandro Flores y cuarteto de cuerdas)
18. Arrancacorazones (Attaque 77 con Lucas Ninci, Andrea Álvarez, Alejandro Flores y cuarteto de cuerdas)
19. Setentistas (Attaque 77 con Lucas Ninci, Andrea Álvarez, Alejandro Flores y cuarteto de cuerdas)
20. Perfección (Attaque 77 con Lucas Ninci, Andrea Álvarez, Alejandro Flores y Emiliano Puñales)
21. Donde las águilas se atreven (Attaque 77 con todos los integrantes del Acústico)

CD
1. El ciruja (Attaque 77 con Lucas Ninci, Andrea Álvarez, Alejandro Flores y cuarteto de cuerdas)
2. Vacaciones permanentes (Attaque 77 con Lucas Ninci, Andrea Álvarez, Alejandro Flores y cuarteto de cuerdas)
3. Ojos de perro (Attaque 77 con Lucas Ninci, Andrea Álvarez, Alejandro Flores y cuarteto de cuerdas)
4. ¿Cuál es el precio? (Attaque 77 con Lucas Ninci, Andrea Álvarez, Alejandro Flores y cuarteto de cuerdas)
5. Sueños (Attaque 77 con Lucas Ninci, Andrea Álvarez y Alejandro Flores)
6. Western (Attaque 77 con Gillespi, Lucas Ninci, Andrea Álvarez y Alejandro Flores)
7. El cielo puede esperar (Attaque 77 con Emiliano Puñales, Lucas Ninci, Andrea Álvarez y Alejandro Flores)
8. Chance (Attaque 77 con Lucas Ninci, Andrea Álvarez, Alejandro Flores y cuarteto de cuerdas)
9. Caminando por el microcentro (Edda) (Attaque 77 con Álvaro Villagra, Lucas Ninci, Andrea Álvarez y Alejandro Flores)
10. Plaza de perros (Attaque 77 con Lucas Ninci, Andrea Álvarez, Alejandro Flores y cuarteto de cuerdas)
11. Estallar (Mariano Martínez y Luciano Scaglione)
12. Alza tu voz (Attaque 77 con Andrea Álvarez, Lucas Ninci y Gillespi)
13. Buenos Aires en llamas (Attaque 77 con Lucas Ninci, Andrea Álvarez y Alejandro Flores)
14. Beatle (Attaque 77 con Lucas Ninci, Andrea Álvarez y Alejandro Flores)
15. Espadas y serpientes (Attaque 77 con Lucas Ninci, Andrea Álvarez, Alejandro Flores y cuarteto de cuerdas)
16. Arrancacorazones (Attaque 77 con Lucas Ninci, Andrea Álvarez, Alejandro Flores y cuarteto de cuerdas)
17. Setentistas (Attaque 77 con Lucas Ninci, Andrea Álvarez, Alejandro Flores y cuarteto de cuerdas)
18. Perfección (Attaque 77 con Lucas Ninci, Andrea Álvarez, Alejandro Flores y Emiliano Puñales)

## Miembros
- Mariano Martínez: Voz líder, guitarra, bichito cordobés y dirección musical.
- Luciano Scaglione: Bajo, contrabajo y voz.
- Leo De Cecco: Batería.

## Músicos invitados
- Lucas Ninci: Piano, acordeón, melódica y voces.
- Andrea Álvarez: Percusión y voces.
- Alejandro Flores: Guitarra rítmica.
- Lisandro Fiks: Contrabajo y dirección de cuerdas.
- María Paula Leiva: Chelo.
- Melina Paula Kyrkyris: Chelo.
- Santiago Martínez: Violín.
- Emiliano Puñales: Saxo.
- Gillespi: Trompeta.

- Datos: Q5657237